# SMS Thüringen (1909)
«Тюринген» (нем. SMS Thüringen) — третий Линкор Германского флота типа «Остфрисланд» времен Первой мировой войны. Thüringen был назначен в Флот открытого моря где и провел большую часть свой карьеры, включая Первую мировую войну.
Наряду с тремя однотипными судами: Гельголандом, Остфрицландом и Ольденбургом, Тюринген участвовал во всех основных операциях Первой мировой войны в Северном море против британского Гранд Флита. Линкор принимал участие в Ютландском Сражении — самом большом морском сражении войны проходившим 31 мая — 1 июня 1916. «Тюринген» был вовлечен в ночное сражение и участвовал в потоплении броненосного крейсера «Черный принц». В августе 1915 «Тюринген» вел боевые действия в Балтийском море против Российского Императорского военно-морского флота, где он участвовал в первом неудачном вторжении в Рижский залив .
После немецкого поражения в ноябре 1918, большая часть Флота Открытого моря была интернирована в Скапа-Флоу. Четырём кораблям класса Гельголанд остались в Германии и поэтому не участвовали в затоплении флота в Скапа-Флоу. «Тюринген» и его систершипы в конечном счете достались победителям как военные репарации; «Тюринген» передали Франции в апреле 1920, где он использовался в качестве корабля-мишени для французского военно-морского флота. Она была затоплена и в 1923—1933 разобрано на месте, хотя некоторые фрагменты судна остаются на дне по сей день.